# Togirix
Togirix, dit également Quintus Iulius Togirix est une personnalité supposément originaire du peuple Séquanes, qui aurait reçu la citoyenneté romaine grâce à Jules César, au moment de la guerre des Gaules (-58 à - 50 av. notre ère).
Cette attribution fait débat : le « type Togirix » reste avant tout un motif monétaire, très abondant, et difficilement datable avec précision.

## Une existence incertaine

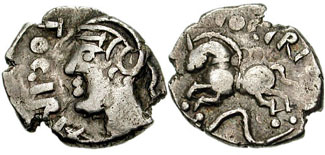
Denarius au type homme casqué (avers) et cheval (revers) avec mention TOGIRIX des deux côtés (argent, 1,9 g).

Togirix est un anthroponyme commun à la culture gauloise : le préfixe togi- signifierait « hache » ou « hachette », le suffixe -rix, « prince ». Togirix est un nom répandu en Gaule orientale dans l’Antiquité gauloise et gallo-romaine.
Les archéologues disposent de matériaux épigraphiques tels que les pièces de monnaie : sur un certain nombre d'entre elles, apparaît une mention renvoyant à un patronyme (TOC ou TOG, TOGIRI, TOGIRIX, Q. IVLIVS TOGIRI), ce qui n'est pas, a priori, le propre des monnaies celtiques, mais bien des monnaies gallo-romaines. Ce types monétaire est très abondant, plusieurs centaines de pièces portant cette mention sont conservées dans des institutions. En 1962, Jean-Baptiste Colbert de Beaulieu est l'un des premiers à associer cette série de monnaies où figure ces différentes graphies à une seule et même personne, Quintus Iulius Togirix, un tria nomina que l'on trouve à l'avers et au revers d'une partie seulement de cet ensemble de monnaies. Cette première étude est suivie par celle de Simone Scheers et de Derek Allen. Dans son étude, Sheers indique que l'accord entre les Séquanes et Rome remontent à une période qui va de - 101 à - 90 avant notre ère, et que c'est à ce moment-là que les Séquanes adopte l'étalon romain pour la frappe de leur monnaie en argent. Au contraire, Allen démontre que le type monétaire en argent, ici le quinaire, a été retrouvé en grande quantité dans les fossés de Grésigny-Sainte-Reine (Alésia), mais qu'aucun ne comporte la mention TOGIRIX, mais bien la mention Q. IVLIVS TOGIRI. En 2009, est effectué l'inventaire général du monnayage comportant la légende TOGIRIX (type 1) et Q. IVLIVS TOGIRI (type 2) ; il montre deux types monétaires d’argent (quinaire et denier) et un de bronze frappé, auxquels s’ajoutent plusieurs types apparentés, de bronze coulé (potin). Or, les chercheurs constatent que les trouvailles ne reflètent aucune concentration géographique, contrairement aux bronzes qui sont regroupés dans les départements du Doubs, de la Haute-Saône et dans le sud du Jura, soit l’ancien territoire des Séquanes auxquels ils attribuent ces émissions.
Abondant dans les fossés d'Alésia, les monnaies à la légende Q. IVLIVS TOGIRIX ne peuvent remonter au-delà de 58 avant notre ère, en raison de l’usage des tria nomina, ce que confirment également la composition des trésors et des monnaies de ce type recueillies en contexte. Le passage entre Togirix et Quintus Iulius Togirix indiquerait donc un changement de statut : un prince Séquanes qui passe un accord avec Jules César, et qui devient alors citoyen de Rome, adoptant le tria nomina. L'un des principaux problèmes reste la datation des monnaies comportant uniquement la mention TOGIRIX et de découvrir la preuve qui relie celle-ci à Q. IVLIVS TOGIRIX.
Selon Emmanuel Arbabe (2013), les premières monnaies frappées au nom de Quintus Iulius Togirix durent l’être en 52 av. J.-C. ou peu avant, elles ont été trouvées dans les fossés d’Alésia –, ce qui montrerait qu’il avait déjà choisi son camp auparavant.